# Emanuele Belardi
Emanuele Belardi (* 9. Oktober 1977 in Eboli (SA)) ist ein ehemaliger italienischer Fußballtorhüter. 

## Karriere
Emanuele Belardi begann seine Profikarriere bei Reggina Calcio in der Saison 1995/96 in der Serie B. Er blieb, bis auf einen kurzen Ausflug zum FC Turris in der Spielzeit 1997/98, in Reggio Calabria, wo er am 19. Dezember 1999 beim 2:2 im Auswärtsspiel bei der AC Mailand unter Franco Colomba sein Serie-A-Debüt gab. Bis zur Saison 2000/01 war Belardi Reservetorwart, danach war er ein Jahr lang in der Serie B und für zwei Spielzeiten in der Serie A Stammtorwart der Reggina. Zur Saison 2004/05 wechselte Emanuele Belardi leihweise zur SSC Neapel, die er nach einem Jahr wieder verließ und zur US Catanzaro ausgeliehen wurde.
Am Ende der Saison 2005/06 kehrte Belardi zurück zu Reggina Calcio, die ihn für die Spielzeit 2006/07 an Juventus Turin verliehen. Bei Juve, die auf Grund des Manipulationsskandals in die Serie B zwangsabgestiegen waren, war er hinter der unumstrittenen Nummer 1 Gianluigi Buffon und dem jungen Antonio Mirante dritter Torwart und absolvierte in der gesamten Spielzeit keine einzige Partie.
Zur Saison 2007/08 wechselte Emanuele Belardi permanent zu Juventus und bestritt am 26. September 2007 unter Claudio Ranieri beim 4:0 gegen „seine“ Reggina, als er für Buffon eingewechselt wurde, sein erstes Pflichtspiel im Dress des Rekordmeisters, dem im Saisonverlauf noch weitere acht folgten. Im Sommer 2008 wurde Belardi an Udinese Calcio verliehen, im Januar 2009 verpflichtete ihn der Klub aus Friaul-Julisch Venetien endgültig. Im Januar 2012 kehrte Belardi für den Rest der Spielzeit 2011/12 zu seinem Heimatverein Reggina Calcio in die zweitklassige Serie B zurück. Nach nur einem halben Jahr zog er zu Regginas Ligarivalen AC Cesena weiter. Dort löste er seinen Vertrag am 28. Dezember 2012 auf und wechselte zur US Grosseto.
Zur Saison 2013/14 wechselte Belardi erneut und schloss sich Delfino Pescara 1936 an. Dort stand er bei 21 Spielen im Tor. 2014 spielte er in Indien beim FC Pune City. Von Januar bis Juli 2015 stand er erneut bei Reggina unter Vertrag, die mittlerweile in der Serie C spielten. Nach insgesamt 13 Partien für seinen Heimatverein beendete Belardi im Sommer 2015 seine aktive Laufbahn.

## Erfolge
- Italienische Serie-B-Meisterschaft: 2006/07 (mit Juventus Turin)